# Adrian Willaert
Adrian Willaert, flamski skladatelj, * 1490, † 7. december 1562, Benetke.